# Corinna May
Corinna May (født d. 10. oktober 1970) er en tysk sanger, som repræsenterede Tyskland ved Eurovision Song Contest 2002, med sangen "I can't live without music". Hun forsøgte også at repræsentere Tyskland ved Eurovision Song Contest 1999, men efter at have vundet med sangen "Hör den kindern einfach zu", blev hun diskvalificeret grundet et brud på reglerne. Corinna May er blind fra fødslen. 